# Godzilla tai Megalon
Godzilla tai Megalon (ゴジラ対メガロ Gojira tai Megalon?) es una película japonesa de 1973 del género kaiju dirigida por Jun Fukuda, escrita por Fukuda y Shinichi Sekizawa, y producida por Tomoyuki Tanaka, con efectos especiales por Teruyoshi Nakano. Producida y distribuida por Toho, es la decimotercera película en la franquicia de Godzilla y cuenta con las apariciones de los monstruos Godzilla, Megalon, y Gigan, junto al mecha Jet Jaguar. Es protagonizada por Katsuhiko Sasaki, Hiroyuki Kawase, Yutaka Hayashi y Robert Dunham, junto a Shinji Takagi como Godzilla, Hideto Date como Megalon, Kenpachiro Satsuma como Gigan y Tsugutoshi Komada como Jet Jaguar.
Godzilla tai Megalon se estrenó en Japón el 17 de marzo de 1973. 

## Argumento
En 1971, se lleva a cabo la segunda de una serie de pruebas nucleares subterráneas cerca de las Islas Aleutianas, enviando ondas de choque hasta la Isla de los Monstruos en el Pacífico Sur, dañando gravemente la isla paradisíaca y haciendo que Anguirus se desplomara a las profundidades de la Tierra, con Godzilla escapando por poco de la fisura en la que cayera su amigo.
Durante millones de años, Seatopia, una opulenta civilización submarina que reside en vastas ciudades que recuerdan a las de la antigua Grecia y Roma, ha existido en relativa paz, gobernada por el emperador Antonio, pero las pruebas nucleares en los últimos años afectan gravemente a las ciudades al propiciar terremotos. Con la capital de Seatopia gravemente afectada por la prueba más reciente sus habitantes planean desatar a Megalon, el dios insectoide de su civilización para destruir el mundo de la superficie en venganza.
En la superficie, un inventor llamado Goro Ibuki, su hermano pequeño Rokuro y el amigo de Goro, Hiroshi Jinkawa, están de excursión cuando Seatopia se da a conocer a la Tierra secando el lago donde el trío descansa para usarlo como base de operaciones. Cuando regresan a casa, son emboscados por agentes de Seatopia que intentan robar el Jet Jaguar, un robot humanoide desarrollado por el trío de inventores. Sin embargo, el primer intento de los agentes fracasa y se ven obligados a huir.
Algún tiempo después, Jet Jaguar se completa y los agentes de Seatopia regresan y dejan inconsciente al trío de inventores. Su plan es usar a Jet Jaguar para guiar a Megalon hacia cualquier ciudad que Seatopia le ordene destruir. Goro y Rokuro son enviados para ser asesinados, pero logran salvarse y liberar a Hiroshi que había sido tomado como rehén. 
Megalon finalmente se libera a la superficie mientras que Jet Jaguar, bajo el control de los Seatopianos, lo guía a atacar Tokio con las Fuerzas de Autodefensa de Japón sin poder derrotar al monstruo. Finalmente, el trío de héroes logra escapar de su situación con los Seatopians e idean enviar a Jet Jaguar a la Isla de los Monstruos para obtener la ayuda de Godzilla usando el sistema de control secundario de Jet Jaguar.
Después de unirse a las Fuerzas de Defensa de Japón, Goro logra recuperar el control de Jet Jaguar y envía el robot a Monster Island para llevar a Godzilla a luchar contra Megalon. Sin una guía para controlar sus acciones, Megalon se agita sin descanso y sin rumbo fijo luchando con la Fuerza de Defensa y destruyendo las afueras de Tokio. Al descubrir que ya no controlan a Jet Jaguar los Seatopianos envían una llamada de socorro a sus aliados, los extraterrestres Space Hunter Nebula M (de la película anterior), quienes envían al monstruo alienígena Gigan para ayudarlos.
Mientras Godzilla viaja para luchar contra Megalon, Jet Jaguar comienza a actuar por su cuenta e ignora los comandos para sorpresa de sus inventores, modificándose a sí mismo para desarrollar la habilidad de cambiar su tamaño, con esto crece a proporciones gigantescas para así enfrentarse a Megalon para ganar tiempo hasta el arribo de Godzilla. La batalla está más o menos estancada, hasta que llega Gigan y tanto Megalon como Gigan hacen equipo doble contra Jet Jaguar. Godzilla finalmente llega para ayudar a Jet Jaguar y las probabilidades se igualan. Después de una pelea larga y brutal, Gigan y Megalon se retiran y Godzilla y Jet Jaguar se dan la mano por un trabajo bien hecho. Jet Jaguar se despide de Godzilla y Godzilla regresa a su hogar en Monster Island. Jet Jaguar vuelve a su tamaño humano y regresa a casa con Goro y Rokuro.

## Reparto
- Katsuhiko Sasaki como Inventor Goro Ibuki.
- Hiroyuki Kawase como Rokuro «Roku-chan» Ibuki.
- Yutaka Hayashi como Hiroshi Jinkawa.
- Robert Dunham como Emperador Antonio de Seatopia.
- Kotaro Tomita como Lead Seatopian Agent.
- Wolf Ohtsuki como Agente de Seatopian.
- Gentaro Nakajima como Conductor.
- Sakyo Mikami como Asistente del Conductor.
- Shinji Takagi como Godzilla.
- Hideto Date como Megalon.
- Tsugutoshi Komada como Jet Jaguar.
- Kenpachiro Satsuma como Gigan.

## Producción

### Desarrollo
Godzilla tai Megalon se planeó originalmente como una película no perteneciente a Godzilla, un vehículo en solitario para Jet Jaguar, que fue el resultado de un concurso que Tōhō tuvo para niños a mediados y fines de 1972. El ganador del concurso fue un estudiante de primaria, quien envió el dibujo de un robot llamado Red Arone. Red Arone se convirtió en un traje de monstruo, pero cuando se le mostró el traje al niño, se molestó porque el traje no se parecía a su diseño original. El diseño original del niño era blanco, pero el traje era de color rojo, azul y amarillo. Red Arone se usó para publicidad, pero Toho había cambiado el nombre del personaje a Jet Jaguar y el director de efectos especiales Teruyoshi Nakano rediseñó el personaje, solo manteniendo los colores del traje de Red Arone. El traje de Red Arone tenía una cabeza y alas diferentes.
Sin embargo, después de hacer algunas pruebas de pantalla y guiones gráficos, Toho pensó que Jet Jaguar no podría llevar la película solo, ya sea por la aparición en pantalla o por el valor de marketing, por lo que cancelaron el proyecto durante la preproducción. Casi un mes después, el productor Tomoyuki Tanaka llamó al guionista Shinichi Sekizawa para que revisara el guion para agregar a Godzilla y Gigan. Para compensar el tiempo de producción perdido, la película se filmó en tres semanas apresuradas. El tiempo de producción totalizó casi seis meses desde la planificación hasta el final.
La película tuvo tres tratamientos tempranos, cada uno escrito por Shinichi Sekizawa, uno se tituló Godzilla vs. The Megalon Brothers: The Undersea Kingdom's Annihilation Strategy que se completó en septiembre de 1972. El segundo se tituló Insect Monster Megalon vs. Godzilla: Undersea Kingdom's Annihilation Strategy, que se entregó el 5 de septiembre de 1972 y el tercer borrador se presentó el 7 de septiembre de 1972.

### Diseño de criaturas
Según Teruyoshi Nakano, el traje de Godzilla utilizado en esta película (apodado el traje «Megaro-Goji») se fabricó en una semana, lo que lo convierte en el traje Godzilla más rápido que se haya fabricado hasta la fecha. No tuvieron tiempo para hacer que los ojos funcionaran correctamente, algo que tuvieron más tiempo para arreglar para las cinco apariciones de Godzilla en la serie de televisión de superhéroes de Toho, Zone Fighter (1973), que se produjo casi al mismo tiempo.
El traje de Megalon fue uno de los trajes más pesados producidos desde el traje Godzilla de 1954, lo que hizo aún más difícil levantar el traje de Megalon a través de cables en ciertas escenas hasta el punto en que Nakano casi decidió eliminar esas escenas por completo. Dado que la película se rodó en el invierno, Katsuhiko Sasaki declaró que el director Jun Fukuda les dio a él y a Yutaka Hayashi un trago de whisky para calentarlos.
El traje de Gigan es similar al diseño anterior, pero el traje se hizo más delgado, menos voluminoso, el cuerno en la cabeza era menos puntiagudo y la sierra no se movió, ya que estaba hecha de piezas estáticas. Este traje también tiene aletas traseras de diferentes tamaños, una visera más circular, escamas que suben por la parte posterior / lateral del cuello y piernas más largas en comparación con la versión original.
Teruyoshi Nakano recuerda cómo se apresuró la película y que tomó tres semanas filmar, declarando:

Entró en producción sin suficiente preparación. No hubo tiempo para pedirle al Sr. Sekizawa que escribiera el guion, así que el Sr. Sekizawa pensó un poco la historia general y el director Fukuda escribió el guion. El guion se completó justo antes del arranque.

### Rodaje
Al igual que las películas anteriores de Godzilla, Godzilla tai Megalon emplea mucho material de archivo de películas anteriores de Toho Godzilla como Mothra vs. Godzilla (1964), The War of the Gargantuas (1966), Gojira, Ebira, Mosura Nankai no Daikettō (1966), Kaijū Sōshingeki (1968), Godzilla vs. Hedorah (1971) y Chikyū Kogeki Meirei Gojira tai Gaigan (1972).